# Tōru Furusawa
Tōru Furusawa (古澤 徹 Furusawa Tooru?) es un seiyū nacido el 3 de agosto de 1962 en Kumamoto, Japón. Está afiliado a Kenyu-Office.

## Roles interpretados
Lista de roles interpretados durante su carrera.
Los papeles principales están en negrita.

### Anime
1994
- J-Decker como J-Decker.

1995
- Fushigi Yūgi como Nakago.

1996
- Gundam X como Krocca (ep. 1); Marcus Guy; Zakot Dattonel.
- Mahô Shôjo Pretty Sammy como Andou Toyokawa (ep. 13)

1997
- Recca no Honoo como Noroi

1998
- Android Ana Maico 2010 como Matsuo.
- Cardcaptor Sakura como Yoshiyuki Terada.
- Initial D como "Papa".
- Legend of Basara como Máscara de hierro.
- Master Keaton como Heinrich (ep. 9)
- Trigun como Millions Knives.

1999
- AD Police como Ralm Frecher
- Chiisana Kyojin Microman como Odín.
- Cybercat Kurochan como Dr. Mantaro Takeshi.
- Initial D: Second Stage como "Papa".

2002
- Naruto como Yurinojou

2004
- AIR como Guerrero monje (ep. 8), Soldado (ep. 9)
- Bleach como Koga Gou; Zabimaru (ep. 42)
- Kurau: Phantom Memory como Inspector Wong.
- Tactics como Kiza-otoko (ep. 8); Ryuu-jin (ep. 3)
- The Melody of Oblivion como Joven Saburou (ep. 11)

2005
- D.C.S.S. ~Da Capo Second Season~ como Akishima.
- Jigoku Shōjo como Director (ep. 12)
- Kamichu! como Tyler (ep. 8)

2006
- 009-1 como Presidente (eps. 10-11)
- Jigoku Shoujo Futakomori como Atsuya Kakinuma (ep. 14)
- Nishi no Yoki Majo - Astraea Testament como Caín Abel (eps. 11-13)
- Ryūsei no Rockman como Leo Kingdom.
- Super Robot Wars OG Divine Wars como Ingram Plisken.
- Yomigaeru Sora - RESCUE WINGS - como Kubo

2007
- Engage Planet Kiss Dum como Profesor Sasara (ep. 16)
- Lucky☆Star como Tadao Hiiragi.
- Sky Girls como Eigi Ichijo (eps. 15, 24-25)

2008
- Ef - a tale of melodies. como Akira Amamiya.
- Hokuto no Ken Raoh Gaiden: Ten no Haoh como Dagar (ep. 9)
- Toradora! como Rikurou Aisaka.
- Wagaya no oinari-sama como Naguma (eps. 15,17-18); Tatsuhiko Midzuchi; Lobo (ep. 9)
- Wellber no Monogatari Dainimaku como Noiswan Sior (eps. 1,5,8)

2009
- Chrome Shelled Regios como Delk Cyharden (eps. 9, 12-13, 16, 20)

### OVA
- Birdy the Mighty como Forense.
- Boku wa Imōto ni Koi o Suru: Secret Sweethearts - Kono Koi wa Himitsu como Shunpei Yuuki (padre)
- Bronze: Zetsuai Since 1989 como  Toshiyuki Takasaka.
- Fish in the Trap como Yuuji Tsukamoto.
- Garzey's Wing como Zagazoa.
- Hunter X Hunter: G I Final como Razor.
- Kasho no Tsuki como Shikigami.
- Tekkaman Blade II como Operador (ep. 6)

### Películas
- Cardcaptor Sakura: The Movie como Yoshiyuki Terada.
- Meitantei Conan: Senritsu no Full Score como Piloto.
- Perfect Blue como Yatazaki.
- X como Seishiro Sakurazuka.

### Videojuegos
- Guilty Gear 2: Overture como Izuna.
- Infinite Undiscovery como Eugene.
- Super Robot Wars series como Ingram Prisken.

### Cine
- La bella durmiente como Príncipe Phillip.
- Pocahontas como John Smith.
- Speed Racer como Mr. Musha

### Series
- 24 como Wayne Palmer.
- VR Troopers como Ryan Steele.